# 冨士月子
冨士 月子（ふじ つきこ、1898年3月29日 - 1976年8月19日）は、女流の浪曲師。本名：飯田 ハル。関西浪曲界の初代春野百合子とともに大看板と称された。「月子節」で人気を博す。「富士月子」と書くのは誤記。

## 来歴
北海道函館市に生まれる。生家はお寺であった。桃中軒雲右衛門の浪曲を聴いたのをきっかけに浪曲に憧れる。子供の頃にすでに天狗連で活躍。
1913年、16歳で上京して修行に励む。演目の多くは崇拝していた講談師の旭堂麟生から教わった。22歳で大阪に行き、2代目広沢虎吉の指導を仰ぎながら、女流団「成美会」の一員として「冨士月子」と名乗り、初代春野百合子と共に修行を積んだ。世話物や仁侠物などを得意とし、巧みな節回し「月子節」で人気を博す。1930年、大阪市東成区に寄席二葉館を新築し、後進の育成にあたった。1961年、浪曲親友協会の女性初の第11代会長に就任。1964年、大阪府民劇場賞を受賞。1965年、大阪文化祭賞を受賞。1966年に病に倒れ、長らく闘病生活に入る。1976年8月19日に死去した。
2001年、第6回上方演芸の殿堂入り。
弟子には『宗右衛門町ブルース』が大ヒットした平和勝次とダークホースの平和勝次、冨士月の栄、冨士月の都、冨士月の子らがいる。

## 映画
- 「赤穂義士」1954.9.15公開。富士月子と誤記で登録あり。